# Alexandr Antonín Ignác Šamský
Alexandr Antonín Ignác Šamský také Schamsky (4. února 1687 Milotice – 2. ledna 1715 Louny) byl český lékař, bojovník proti moru. Byl považován za jednoho z nejnadanějších absolventů pražské medicíny z počátku 18. století.

## Životopis

### Mládí a studium
Narodil se 4. února 1687 na zámku v Miloticích, poněvadž jeho otec Kristián Šimon Šamský, měšťan Uherského Hradiště a důstojník ve výslužbě, byl v té době hejtmanem milotického panství. Jeho matka Zenobie Františka, rozená Zlámalová, pocházela z Brna. Zemřela půl roku po jeho narození a jeho otec se znovu oženil. V roce 1695 zemřel i jeho otec.
Ve věku pěti let byl poslán na triviální školu do Olomouce, na níž pobýval až do svého devátého roku. V roce 1696 začal v Olomouci studovat nižší jezuitské gymnázium a po jeho absolvování studoval dále filozofii. Základy této vědy mu vštěpoval jezuita František Tillisch, známý učenec a misionář, který později působil jako dvorní matematik na císařském dvoře v Pekingu.
V mládí získal místo v kanceláři olomouckého biskupa a ve druhém ročníku přerušil studium filozofie a zapsal se na práva. Brzy poznal, že živobytí biskupského úředníka se nechce trvale věnovat, proto v roce 1707 po 15 letech opustil Olomouc a odešel do Prahy na Karlo-Ferdinandovu univerzitu. Zde dokončil filozofickou průpravu – hned v roce 1707 byl promován bakalářem a 14. července téhož roku získal mimořádně titul magistra filozofie. Vzápětí začal studium lékařství. Stal se chráněncem a osobním sekretářem děkana lékařské fakulty Jana Františka Löwa z Erlsfeldu a přivydělával si jako vychovatel syna tehdejšího nejvyššího zemského maršálka Jana Václava hraběte z Gallasu.

### Lékařská kariéra
Jeho lékařská kariéra začala ještě před dokončením studia medicíny. Navzdory nedokončenému studiu a konkurenci lékařů s praxí získal 18. srpna 1710 místo městského fyzika v Olomouci. Lékařské vzdělání zakončil o čtyři měsíce později 15. prosince 1710 slavnostní doktorskou promocí, o níž se dochoval podrobný popis. Při své promoční přednášce, jež byla součástí ceremonie, definoval mor jako tehdy největší pohromu pro lidskou populaci. A právě moru se posléze věnoval a v jeho životě se stal osudným.
V mládi byl velmi nadaný, o čemž svědčí množství knih, které stihl sepsat a vydat za svou krátkou lékařskou kariéru. V roce 1713 vyšla pod názvem Freund in der Noth upravená verze jeho disertační práce, jež byla věnována pomoci bližnímu v nouzi. Ve stejném roce bylo publikováno také jeho pojednání o účinnosti minerální vod nazvané Kurtzer Auffsatz und Beschreibung des Heylsamen Wassers. A konečně v roce 1714 bylo vydáno jeho největší dílo Promptuarium parvum medico-practicum (česky Stručná příručka praktické medicíny), které vycházelo z poznatků tehdejších středoevropských lékařských kapacit a obsahovalo charakteristiku nejrůznějších druhů chorob, včetně uvedení způsobů jejich léčení.

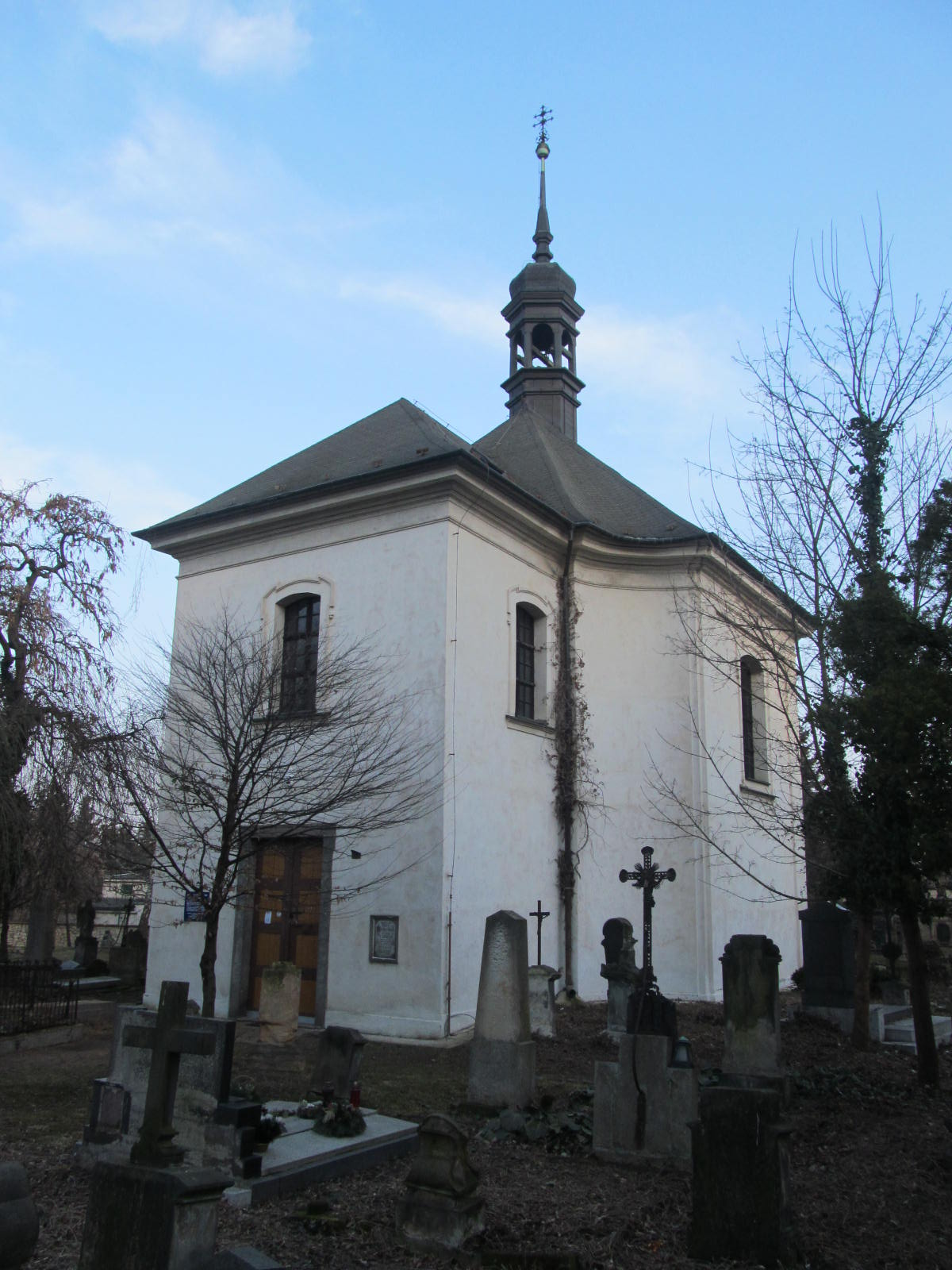
Hřbitov u kostela Čtrnácti svatých pomocníků a Nejsvětější Trojice v Lounech, kde je pohřben Alexandr Antonín Ignác Šamský.

Tématu moru se věnoval podrobně. Na rozdíl od dobových lékařských pojednání se nespokojoval ve svých pracích s obecným konstatováním, ale zabýval se morem systematicky a na základě tehdejších vědeckých poznatků. Ve svých knihách radil, jak se této choroby vyvarovat, jak se stravovat a podobně. Popisoval chirurgické zákroky, které bylo třeba na nakažených provádět, a doporučoval podávání různých přípravků a medikamentů. Podle vlastních slov se měl sám morem nakazit, ale vlastními silami se vyléčit.

### Smrt
Jeho konec života je spjat s poslední morovou epidemií v Českých zemích, tzv. Velkým morem v letech 1713–1715. V červnu 1714 zasáhla nákaza moru město Louny. Vzhledem k nedostatku lékařů byl na vrchní příkaz vyslán do Loun. Při léčbě pacientů se sám morem (snad už podruhé v životě) nakazil. Epidemie jej přemohla pravděpodobně až v závěru jeho lounské mise, neboť zemřel jako jedna z posledních zdejších morových obětí. Pohřben byl 2. ledna 1715 u ještě nedostavěného kostela Čtrnácti svatých pomocníků a Nejsvětější Trojice.

## Knižní díla
- Freund in der Noth (1713)
- Kurtzer Auffsatz und Beschreibung des Heylsamen Wassers (1713)
- Promptuarium parvum medico-practicum (1714)